# Мело (Бјела)
Мело је насеље у Италији у округу Бијела, региону Пијемонт.
Према процени из 2011. у насељу је живело 33 становника. Насеље се налази на надморској висини од 681 м.